# 1946 en santé et médecine
| Années de la santé et de la médecine : 1943 - 1944 - 1945 - 1946 - 1947 - 1948 - 1949    |
| Décennies de la santé et de la médecine : 1910 - 1920 - 1930 - 1940 - 1950 - 1960 - 1970 |

Cet article présente les faits marquants de l'année 1946 en santé et médecine.

## Événements
- 22 février : découverte de l'antibiotique « streptomycine », le premier efficace pour le traitement des affections tuberculeuses.
- 22 juillet : signature à New York par les représentants de 60 pays de la charte de l’OMS (Organisation mondiale de la santé)[1].

## Publication
- 19 octobre : Joshua Lederberg et Edward Tatum publient leur découverte de la conjugaison bactérienne, un mécanisme de transfert horizontal de gènes entre bactéries [2].

## Décès
- 20 février : Friedrich Ernst Krukenberg (né en 1871), ophtalmologiste allemand.
- 28 mai : mort par pendaison du médecin et criminel de guerre Claus Schilling (né en 1871).